# Бугаев, Сергей Петрович
Бугаев Сергей Петрович (1936—2002) — советский и российский учёный-физик, академик РАН (2000, член-корреспондент АН СССР (1987).

## Биография
Родился в семье служащих.
Выпускник радиотехнического факультета ТПИ (ТПУ) 1959 году, работал инженером в Новосибирске. С 1960 года — научный сотрудник НИИ ядерной физики при Томском политехническом институте. С 1963 по 1966 год учился в аспирантуре. Возглавил сектор вакуумной техники и электроники ТПИ, с 1973 года — заведующий лабораторией. Кандидат технических наук (1967), доктор технических наук (1976).
В 1978 году перешёл в Институт сильноточной электроники СО АН, заведующий лабораторией, затем — отделом, с 1986 года — директор.
13 ноября 2000 года возглавил Томский научный центр.
Преподавал в ТУСУРе (1976-1986), заведующий кафедрой электронных приборов.
Труды по разработке взрывоэмиссионных диодов, сильноточных генераторов релятивистских электронных потоков, мощных сверхвысокочастотных генераторов. Государственная премия СССР (1984).

## Награды и заслуги
- Орден «Знак Почёта» (1982 г.)
- Премия Ленинского комсомола (1968 г.).
- Государственная премия СССР в области науки и техники (1984 г.)